# Bokser
Bokser (tudi nemški bokser; izvirno nemško Deutscher boxer) je pasma psov, ki je bila ustvarjena v Nemčiji v 19. stoletju. Uporablja se kot službeni pes. Imajo močne čeljusti, s katero lahko prizadanejo zelo močan ugriz oz. raztrgajo meso.

## Osnovni podatki
Bokser je srednje velik, postaven, kratkodlak in kvadratičen pes (dolžina telesa je enaka telesni višini) z močnimi kostmi in močno razvitimi, suhimi mišicami. Je hiter, okreten, eleganten, živahnega gibanja. Ne sme delovati okorno, zavaljeno, neokretno, telesno slabotno ali prazno.

## Glava in telo
Kar je pri izgledu bokserja pomembno, je njegova glava, ker ima kratek, širok ter kvadratičen gobec, nosnik ne sme biti ne predolg, ne prekratek, spodnja čeljust mora segati čez zgornjo. Brada je močna, zasukana navzgor in od spredaj jasno vidna. Čelo je visoko, lepo obokano in od strani zaobljeno. Oči ima velike, izbuljene in temne. Svetle oči so nezaželene. Uhlja so pri nekaterih kupirana (oz. rezana), vendar vedno manj.
Vrat je eleganten, mišičav, ne prekratek in predebel. Hrbet kratek in raven, mišičav, z jasno izraženim grebenom, prsa globoka in segajo do komolca. Trebuh prileknjen in ne ohlapen. Sprednje in zadnje noge morajo biti vzporedne in krepkih kosti. Mišice na zadnjih nogah morajo biti jasno definirane. Šape imajo močne in sklenjene. Rep prirezan ali naraven. Pri gibanju so koraki dolgi in energični z močnim odrivom in potiskom.

## Barva
Standard priznava dve barvni različici - rumeno in progasto (v odtenkih od pšenično rumene do jelenje rdeče), z belimi oznakami na tačkah, prsih, vratu in glavi ali brez. Črna maska, ki je omejena na gobec in okoli oči, je nujna. 
Poznamo tudi bele bokserje, ki po standardu niso priznani in se v vzreji ne uporabljajo. Beli bokserji nastanejo kot rezultat parjenja dveh staršev z belinami in so povsem normalni. 

## Beli bokser
Bokserji, katerih bele lise pokrivajo več kot eno tretjino njihovega kožuha so praviloma imenovani beli bokserji. Niso albino niti niso redki. Približno 20% - 25% rojenih bokserjev je bele barve.  Gensko so ti psi bodisi rjavi ali progasti s pretirano belimi lisami, ki prekrivajo osnovno barvo kožuha. Prav tako kot svetlopolti ljudje imajo tudi beli bokserji večjo verjetnost sončnih opeklin, kot barvni bokserji,  kar posledično povzroča kožnega raka. Ekstrem lisastih genov, ki je odgovoren za bele lise pri bokserjih je povezan s prirojeno gluhostjo pri psih. Ocenjuje se, da je približno 18% belih bokserjev gluhih na eno ali obe ušesi , čeprav organizacija za reševanje belih bokserjev kaže, da je ta številka dvakrat večja. 
V preteklosti so rejci pogosto bele mladiče bokserjev avtanizirali.  Leta 1998 je študija o bokserjih, ki so jo izvedli na Nizozemskem pokazala, da so 17% mladičev bokserjev avtanizirali zaradi njihove bele barve. Pred tem je Ameriški Bokser klub neuradno celo priporočal avtanazijo za te živali. Razlog za avtanazijo belih mladičev vključuje vidik, da je neetično prodati psa z »napako«, saj je večja verjetnost, da bodo le ti ostali prepuščeni reševalnim organizacijam. Dandanes rejci neradi avtanizirajo zdrave mladiče in se odločijo, da je pes navaden, ter ga obdržijo za hišnega ljubljenčka.

## Temperament
Bokserji so zelo privrženi vsem družinskim članom in jim ostanejo zvesti do konca. Bokser je bojevit in čuječ, potrebuje pa nežno, vendar odločno in dosledno vzgojo. Lahko bi rekli, da je mehak za vodenje, hkrati pa trd, do gospodarja je čustven in občutljiv. Izvira iz bojnih psov, neustrašeno se zna postaviti po robu nasprotniku in tudi močan napad ga ne prestraši. Ob napačnem vodenju lahko postane nevaren pretepač. So odlični čuvaji. Bokserji so do tujcev previdni, vendar samo prvih par sekund, saj, ko bodo spoznali, da tujec ni nevaren, bo le-ta takoj postal njihov najboljši prijatelj. 
Bokserji so psi, ki bodo pri človeku vedno iskali družbo, pozornost in ljubezen. So zelo iskrivi, radovedni, inteligentni in prilagodljivi psi, vedno pripravljeni za akcijo, hkrati pa tudi zelo dobri delovni psi, ki so se izkazali tako v klasičnih disciplinah (poslušnost, sledenje in obramba), kot tudi reševalni psi.
Kar pa je najbolj značilno za bokserje, je izkazovanje čustev - veselja in žalosti.

## Zgodovina
Bokser je del Molosserjeve skupine psov, razvite v Nemčiji v poznem 19. stoletju, razvitega iz sedaj že izumrle pasme Bullenbeisser, Mastifa ter Buldoga prinešenega iz Velike Britanije. Bullenbeisser je bil stoletja lovski pes, ki je bil namenjen za zasledovanje medveda, divjega prašiča in jelena. Njegova naloga je bila, da zgrabi in zadrži plen vse do prihoda lovcev. V kasnejših letih so bili bolj priljubljeni hitrejši psi, manjša pasma Bullenbeisser pa je bila vzgojena v kraju Brabant v severni Belgiji. Splošno sprejeto je, da je pasma Brabanter Bullenbeisser neposredni prednik današnjega boskerja. Leta 1894 je skupina treh nemcev z imeni Friedrich Robert, Elard Konig in R. Hopner odločila za stabilizacijo pasme in jo dala na pasjo razstavo, ki je bila v Munchenu leta 1895. Naslednje leto so ustanovili prvi Bokser klub, z imenom The Deutscher Boxer Club. Klub je leta 1902 objavil prvi standard pasme bokser, podroben dokument ki se do danes ni veliko spremenil.
Pasma je bila predstavljena v preostalih delih Evrope v poznem 19. stoletju, v Združenih državah Amerike pa na prelomu 20. stoletja. American Kennel Club (AKC) je registriralo prvega bokserja leta 1904 in priznalo prvega prvaka pasme bokser, Dampf von Doma, leta 1915. Med 1. svetovno vojno je bil bokser določen za vojaško delo kot izredno dragocen prenašalec sporočil in pošiljk, ter pes za napade in kot čuvaj. Šele po 2. svetovni vojni pa je bokser postal priljubljen po celem svetu. Z vrnitvijo vojakov iz 2. svetovne vojne je bil bokser predstavljen širšemu občinstvu in je kmalu postal priljubljen kot spremljevalec, razstavni pes in pes čuvaj.

## Oskrba in zahteve
Njegovo kratko dlako je lahko negovati in ne zahteva posebnega vzdrževanja, vzdrževanje redne higiene (nohti, uhlji, zobje) pa je potrebno tako kot pri vseh pasmah. Domače okolje bokserja naj bi bil v zaprtem in pozimi ogrevanem prostoru, ker ima kratko dlako. Je pa zelo skromen, in posledično tudi zadovoljen v mestnem stanovanju. Navadno ne laja preveč. Njegov živahnost in potreba po gibanju pa terjata redne in dolge sprehode. Zdravstvene težave pri bokerju so podvrženost rakastim obolenjem, boleznim srca in debelosti. Znajo biti svojeglavi, originalni in polni idej in vas znajo vedno znova presenetiti.

## Zanimivost
To je eden redkih psov, ki ima smisel za humor. Zelo ustvarjalen, pogumen in veselje je biti z njim. Ko se postavi na zadnje tace, uporabi sprednje šape kot roke (kot bi se tepel), zato mu pravimo bokser. Če je mladiček v leglu boječ, lahko postane agresiven zaradi strahu, ko odraste.